# Страчан, Антоника
Антоника Страчан (род. 22 августа 1993, Нассау) — багамская легкоатлетка, которая специализируется в беге на короткие дистанции. Двукратная чемпионка 2012 года среди юниоров на дистанциях 100 и 200 метров, двукратная победительница Панамериканских игр среди юниоров 2011 года в беге на 200 метров и в эстафете 4×100 метров. Выступала на Олимпийских играх 2012 года в беге на 200 метров, на которой дошла до полуфинала, а также в составе эстафетной команды 4×100 метров.
На чемпионатах мира 2011 и 2013 годов выступала на дистанции 200 метров, но не выходила в финал.
В настоящее время проживает и тренируется в Оберне, Алабама.